# Nico Keinath
Nico Keinath (nascido em 14 de janeiro  de  1987 a Tübingen em Alemanha) é um ciclista alemão. É atualmente director desportista da equipa MLP Bergstrasse.

## Palmarés em estrada
- 2008
  - Campeonato de Zurique aficionados
  - 3.º da Coste picarde
- 2009
  -     - 2. ª etapa do Grande Prêmio Guillermo Tell

  - 2.º da Copa das nações Cidade Saguenay

## Palmarés em pista
- 2005
  - 2.º do campeonato da Alemanha de perseguição por equipas juniores